# 纳兹-夏韦斯
纳兹-夏韦斯（義大利語：Naz-Sciaves），是意大利波尔扎诺自治省的一个市镇。总面积15平方公里，人口2886人，人口密度192.4人/平方公里（2009年）。ISTAT代码为021057。